# A&Gオールスター
A&Gオールスターは、文化放送A&Gゾーン、超!A&G+で放送されているラジオ番組の合同イベント。2011年から開催され、番組間のコラボ企画などが行われる。

## A&Gオールスター2011
- 開催日: 2011年9月25日[1]
- 会場: 渋谷公会堂（旧: 渋谷C.C.Lemonホール）
- 出演番組（出演者）
  - A&G 超RADIO SHOW〜アニスパ!〜（鷲崎健、浅野真澄）
  - 高橋美佳子の の〜ぷらんでいこう♪（高橋美佳子）
  - 阿澄佳奈 星空ひなたぼっこ（阿澄佳奈）
  - 井口裕香のむ〜〜〜ん ⊂（　＾ω＾）⊃（井口裕香）
  - RADIO 4Gamer（岡本信彦、マフィア梶田）
  - 杉田智和のアニゲラ!ディドゥーーン!（杉田智和）
  - 井上麻里奈・下田麻美のIT革命!（井上麻里奈、下田麻美）
  - 高垣彩陽のあしたも晴レルヤ（高垣彩陽）
- コラボ企画 - 各番組に他番組のパーソナリティをゲストとして招いた。
  1. 井口裕香のむ〜〜〜ん ⊂（　＾ω＾）⊃（出演: 井口裕香、ゲスト: 阿澄佳奈、高橋美佳子）
  2. 井上麻里奈・下田麻美のIT革命!（出演: 井上麻里奈、下田麻美、ゲスト: 浅野真澄）
  3. 高橋美佳子の の〜ぷらんでいこう♪（出演: ゲスト: 杉田智和、岡本信彦、井口裕香）
  4. 高垣彩陽のあしたも晴レルヤ（出演: ゲスト: 井上麻里奈、下田麻美）
  5. 阿澄佳奈 星空ひなたぼっこ（出演: 阿澄佳奈、ゲスト: 高垣彩陽、鷲崎健）
  6. 杉田智和のアニゲラ!ディドゥーーン! × RADIO 4Gamer（出演: 杉田智和、岡本信彦、マフィア梶田）
  7. A&G 超RADIO SHOW〜アニスパ!〜（出演: 鷲崎健、浅野真澄、ゲスト: 全員[2]）

## A&Gオールスター2012
- 開催日: 2012年10月28日[3]
- 会場: パシフィコ横浜国立大ホール
- 出演番組（出演者）
  - A&G 超RADIO SHOW〜アニスパ!〜（鷲崎健、浅野真澄）
  - 阿澄佳奈 星空ひなたぼっこ（阿澄佳奈）
  - 小林ゆうの（仮）（小林ゆう）
  - 杉田智和のアニゲラ!ディドゥーーン!（杉田智和）
  - RADIO 4Gamer（岡本信彦、マフィア梶田）
  - 豊崎愛生のおかえりらじお（豊崎愛生）
  - 高垣彩陽のあしたも晴レルヤ（高垣彩陽）
  - 竹達・沼倉の初めてでもいいですか?（竹達彩奈、沼倉愛美）
  - ラジオ☆聡美はっけん伝!（佐藤聡美）
- 司会: 砂山けーたろー（文化放送アナウンサー）
- 前説番組: 儀武ゆう子の本気!アニラブ（儀武ゆう子）
- コラボ企画 - 2-3番組を合体させコラボ番組とした。
  1. 佐藤聡美と高垣彩陽の晴レルヤ☆はっけん伝!（出演: 佐藤聡美、高垣彩陽）
  2. 阿澄・豊崎のおかえりひなたぼっこ（出演: 阿澄佳奈、豊崎愛生）
  3. ゲラ!Gamer!ゆうの（仮）（出演: 杉田智和、岡本信彦、マフィア梶田、小林ゆう、スペシャルプレゼンター: 岸田メル）
  4. 鷲崎・浅野 竹達・沼倉のアニめてでもいいでスパ?（出演: 鷲崎健、浅野真澄、竹達彩奈、沼倉愛美）
  5. スペシャルトーク（出演: 全員[4]、司会: 砂山けーたろー）

## A&Gオールスター2013
- 開催日: 2013年10月20日[5]
- 会場: パシフィコ横浜国立大ホール
- 出演番組（出演者）
  - A&G 超RADIO SHOW〜アニスパ!〜（鷲崎健、浅野真澄）
  - 阿澄佳奈 星空ひなたぼっこ（阿澄佳奈）
  - 矢作・佐倉のちょっとお時間よろしいですか（矢作紗友里、佐倉綾音）
  - 杉田智和のアニゲラ!ディドゥーーン!!（杉田智和、マフィア梶田）
  - 高垣彩陽のあしたも晴レルヤ（高垣彩陽）
  - 戸松遥のココロ☆ハルカス（戸松遥）
  - 寿美菜子のラフラフ（寿美菜子）
  - 早見沙織のふり〜すたいる♪（早見沙織）
  - RADIO 4Gamer（岡本信彦、マフィア梶田）
  - 逢坂市立花江学園〜Radio（逢坂良太、花江夏樹）
- 前説番組: アニアモ!（川上莉央、立花理香）
- コラボ企画 - 2-3番組を合体させコラボ番組とした。
  1. ラフなココロでひなたぼっこ（出演: 寿美菜子、戸松遥、阿澄佳奈）
  2. 杉田智和のアニゲラ!ディドゥーーン!!（出演: 杉田智和、マフィア梶田、ゲスト: 石川界人、内田雄馬、小野賢章、逢坂良太、映像出演: 森久保祥太郎）
  3. 高垣彩陽・早見沙織のハレすた♪（出演: 高垣彩陽、早見沙織、友情出演: 杉田智和）
  4. 逢坂市立RADIO 4Gamer学園（出演: 岡本信彦、マフィア梶田、逢坂良太、花江夏樹）
  5. ちょっとア時間よろしいでスパ（出演: 鷲崎健、浅野真澄、矢作紗友里、佐倉綾音）
  6. スペシャルトーク（出演: 全員[6]、司会: 鷲崎健）

## A&Gオールスター2014
- 開催日: 2014年12月7日[7]
- 会場: パシフィコ横浜国立大ホール
- 出演番組（出演者）
  - A&G NEXT GENERATION Lady Go!!（上坂すみれ、小松未可子、高森奈津美）
  - 井口裕香のむ〜〜〜ん ⊂（　＾ω＾）⊃（井口裕香）
  - 阿澄佳奈 星空ひなたぼっこ（阿澄佳奈）
  - 逢坂市立花江学園〜Radio（逢坂良太、花江夏樹）
  - A&G 超RADIO SHOW〜アニスパ!〜（鷲崎健、浅野真澄）
  - 豊崎愛生のおかえりらじお（豊崎愛生）
  - 矢作・佐倉のちょっとお時間よろしいですか（矢作紗友里、佐倉綾音）
  - 三澤紗千香のreal oneself（三澤紗千香）
  - 久保ユリカが1人しゃべりなんて胃が痛い。（久保ユリカ）
  - 小野友樹のオノパラ!（小野友樹）
- コラボ企画 - 2-3番組を合体させコラボ番組とした。
  1. realおかえりらじお（出演: 豊崎愛生、三澤紗千香）
  2. む〜〜〜ん と ひなたぼっこ ⊂( ＾ω＾)⊃(・ω・★)ノ（出演: 井口裕香、阿澄佳奈、映像出演: マフィア梶田、儀武ゆう子）
  3. 矢作・佐倉のちょっとお時間よろしいですか（出演: 矢作紗友里、佐倉綾音、ゲスト: 江口拓也、シークレットゲスト: 私市淳）
  4. 逢スパ市立オノ花学園（出演: 鷲崎健、浅野真澄、逢坂良太、花江夏樹、小野友樹）
  5. 久保ユリカもLady Go!! も1人しゃべりなんて胃が痛い。（出演: 上坂すみれ、小松未可子、高森奈津美、久保ユリカ）
  6. 番組相談室（出演: 全員[8]、司会: 鷲崎健、映像出演: (有)チェリーベル（櫻井孝宏、鈴村健一、松来未祐）、ゆいかおりの実♪（小倉唯、石原夏織）、神谷浩史・小野大輔のDearGirl〜Stories〜（神谷浩史、小野大輔）、きり〜つ!れいっ!姫イド隊）

## A&Gオールスター2015
- 開催日: 2015年11月22日[9]
- 会場: パシフィコ横浜国立大ホール
- 出演番組（出演者）
  - A&G ARTIST ZONE 鷲崎健のTHE CATCH（鷲崎健）
  - A&G TRIBAL RADIO エジソン（花江夏樹、日高里菜）
  - RADIO 4Gamer Tap(仮)（岡本信彦、マフィア梶田）
  - 小野友樹と江口拓也のTeamゆーたくのアニつく!（小野友樹、江口拓也）
  - ゆいかおりの実♪（小倉唯、石原夏織）
  - A&G NEXT BREAKS FIVE STARS（黒沢ともよ、深川芹亜、田中美海、松田利冴、吉田有里）
  - 豊崎愛生のおかえりらじお（豊崎愛生）
  - 高垣彩陽のあしたも晴レルヤ（高垣彩陽）
  - 戸松遥のココロ☆ハルカス（戸松遥）
  - 寿美菜子のラフラフ（寿美菜子）
  - 三澤紗千香のラジオを聴くじゃんね!（三澤紗千香）
  - 洲崎西（洲崎綾、西明日香）
- コラボ企画 - 2-3番組を合体させコラボ番組とした。
  1. エジガメ（出演: 花江夏樹、日高里菜、岡本信彦、マフィア梶田）
  2. ココロ晴レルヤの実♪（出演: 戸松遥、高垣彩陽、小倉唯、石原夏織）
  3. A&G NEXT BREAKS FIVE STARS（出演: 黒沢ともよ、深川芹亜、田中美海、松田利冴、吉田有里）
  4. 三澤鷲洲崎西（読み: みさわすざきにし）（出演: 三澤紗千香、鷲崎健、洲崎綾、西明日香）
  5. Teamゆーたく・あきみなのラフつく！ラジオ（出演:小野友樹、江口拓也、豊崎愛生、寿美菜子）
  6. 番組相談室（出演: 全員、司会: 鷲崎健、映像出演: 井口裕香のむ〜〜〜ん（井口裕香）、梶裕貴のひとりごと（梶裕貴）、ユニゾン!（寺島拓篤）

## A&Gオールスター2016
- 開催日: 2016年10月23日[10]
- 会場: パシフィコ横浜国立大ホール
- 出演番組（出演者）
  - 鷲崎健のヨルナイト×ヨルナイト（鷲崎健）
  - ニューギングループ Presents 井澤・立花 ノルカソルカ（井澤詩織、立花理香）
  - A&G TRIBAL RADIO エジソン（花江夏樹、日高里菜）
  - 竹達・沼倉の初ラジ!（竹達彩奈、沼倉愛美）
  - れい&ゆいの文化放送ホームランラジオ!（松嵜麗、渡部優衣）
  - 西山宏太朗のたろゆめ!（西山宏太朗）
  - 佳村はるかのひみつきち（佳村はるか）
  - every♥ing!のゆめいろラジオ（木戸衣吹、山崎エリイ）
  - 浅野真澄×山田真哉の週刊マネーランド（浅野真澄、山田真哉）
  - 三澤紗千香のラジオを聴くじゃんね!（三澤紗千香）
  - 徳井青空のまぁるくなぁれ!（徳井青空）
- 前説番組
  - A&G GIRLS BEAT♪ Queenty、本気!アニラブ、A&Gサタデーライブ!、鷲崎健のヨルナイト×ヨルナイト（出演: predia）、アニきゅん!、らじぽっ!、和田昌之のWADAX Radio
- コラボ企画 - 2-3番組を合体させコラボ番組とした。
  1. ノルカ初カ（出演: 竹達彩奈、沼倉愛美、井澤詩織、立花理香）
  2. 文化放送 ホームランマネー（出演: 松嵜麗、渡部優衣、浅野真澄、山田真哉）
  3. エジ太朗（出演: 花江夏樹、日高里菜、西山宏太朗）
  4. ゆめいろひみつきち（出演: 佳村はるか、木戸衣吹、山崎エリイ）
  5. ヨナヨナまぁるく聴くじゃんね（出演:鷲崎健、沢口けいこ、青木佑磨、三澤紗千香、徳井青空）

## A&Gオールスター2017
- 開催日: 2017年11月19日[11]
- 会場: パシフィコ横浜国立大ホール
- 出演番組（出演者）
  - A&G TRIBAL RADIO エジソン（花江夏樹、日高里菜）
  - 佐倉としたい大西（佐倉綾音、大西沙織）
  - 上坂すみれの♡（はーと）をつければかわいかろう（上坂すみれ）
  - 三澤紗千香のラジオを聴くじゃんね!（三澤紗千香）
  - 内田真礼とおはなししません?（内田真礼）
  - 内田雄馬 君の話を焼かせて（内田雄馬）
  - 雲水の今晩どうしましょう!?（小野賢章、早乙女じょうじ、寺山武志、岸本卓也）
  - 関智一のユニゾン!（関智一）（シークレットゲスト出演）
  - A&Gリクエストアワー 阿澄佳奈のキミまち!（阿澄佳奈）（ロビーステージでの公開生放送）

## A&Gオールスター2018
- 開催日: 2018年10月7日[12][13]
- 会場: パシフィコ横浜国立大ホール
- 出演番組（出演者）
  - A&G TRIBAL RADIO エジソン（江口拓也、大西沙織）
  - A&Gリクエストアワー 阿澄佳奈のキミまち!（阿澄佳奈、青木佑磨、中倉隆道）
  - 鷲崎健のヨルナイト×ヨルナイト（鷲崎健、沢口けいこ、青木佑磨）
  - Radio４Gamer tap（仮）（岡本信彦、マフィア梶田）
  - 豊田萌絵のアイドル畑でつかまえて（豊田萌絵）
  - MOMO・SORA・SHIINA Talking Box（麻倉もも・雨宮天・夏川椎菜）
  - 飛べっ!石飛!（石飛恵里花）
  - &CAST!!!アワー ラブランチ!（選抜メンバー）（ロビーステージで『&CAST!!!』限定生配信も行う）
- 司会：砂山圭大郎（文化放送アナウンサー）
- 番組対抗戦 - 本年度はコラボ形式ではなく優勝賞金100万円を賭け、各番組ごとの対決形式となった。優勝は『MOMO・SORA・SHIINA Talking Box』

## A&Gオールスターオンライン2021
2021年のA&Gオールスターは文化放送開局70周年を記念して、オンラインイベントの形式で3年ぶりに開催された。
- 開催日: 2021年10月10日[14]
- 会場: - （オンラインイベント[14]）
- 時間: 16時 - 18時30分[14]
- 出演番組（出演者）[14]
  - A&G TRIBAL RADIO エジソン（髙橋ミナミ・天﨑滉平）
  - ひだかくま（日高里菜・加隈亜衣）
  - 早見沙織のふり〜すたいる♪（早見沙織）
  - MOMO・SORA・SHIINA Talking Box（麻倉もも・雨宮天・夏川椎菜）
  - 石原夏織のCarry up!?（石原夏織)
  - 上田瞳・高柳知葉のしゃべりたりnight（上田瞳・高柳知葉）

## A&Gオールスター2022
4年ぶりにリアルイベントとして開催された。
- 開催日: 2022年10月16日[15]
- 会場: パシフィコ横浜国立大ホール
- 出演番組（出演者）
  - 田中美海のかもん!みなはうす（田中美海）
  - 中島由貴・岡咲美保 あうとスタンド!!（中島由貴、岡咲美保）
  - 内田真礼とおはなししません?（内田真礼）
  - 小原好美のココロおきなく（小原好美）
  - 伊達さゆりの 伊達にラジオやってません!!!（伊達さゆり）
  - 芹澤優と古賀葵のヘブンバーンズレディオ（芹澤優、古賀葵)
  - Lynnのおしゃべりんらじお（Lynn）
  - 逢田梨香子のRARARAdio（逢田梨香子）
  - 夕実&梨沙のラフストーリーは突然に（内山夕実、種田梨沙）

A&G TRIBAL RADIO エジソンから髙橋ミナミの出演も予定されていたが、喉の治療のため休演となった。